# El Norra Alila
El Norra Alila è il secondo album degli israeliani Orphaned Land pubblicato nel 1996.

## Tracce
1. "Find Yourself, Discover God" – 6:15
2. "Like Fire to Water" – 4:46
3. "The Truth Within" – 4:34
4. "The Path Ahead" – 4:16
5. "A Neverending Way" – 2:06
6. "Takasim" – 1:13
7. "Thee by the Father I Pray" – 3:11
8. "Flawless Belief" – 6:46
9. "Joy" – 0:42
10. "Whisper My Name When You Dream" – 4:35
11. "Shir Hama'Alot" – 5:02
12. "El Meod Na'Ala" – 2:22
13. "Of Temptation Born" – 4:42
14. "The Evil Urge" – 16:07
15. "Shir Hashirim " – 1:58

Edizione deluxe
1. "Disciples of the Sacred Oath"
2. "Ornaments of Gold" (video clip)
3. "The Evil Urge" (video clip)

## Musicisti

### Orphaned Land
- Kobi Farhi - voce
- Yossi Saharon (Sassi) - chitarra
- Matti Svatitzki - chitarra
- Uri Zelcha - basso
- Sami Bachar - batteria

### Guest e musicisti in studio
- Hadas Sasi − voce
- Amira Salah − voce
- Abraham Salman − kannun
- Avi Agababa − zil, bendir, tar, dumbek, darbuka, tamburello
- Sivan Zelikoff − violino
- Yariv Malka − shofar, campionamenti
- Felix Mizrahi − violino
- Avi Sharon − oud, cori
- David Sasi − voce, cori
- Vovin - chitarra

Concept album e testi
- Testi di Orphaned Land, Alon Miasnikov, tradizionali
- Musica di Orphaned Land, traditionali